# Vicoigne
Vicoigne is een gehucht in de Franse de gemeente Raismes in het Noorderdepartement. Het gehucht ligt zo'n twee kilometer ten noordwesten van het centrum van Raismes. Het ligt in het Bos van Vicoigne, langs de weg van Valenciennes naar Saint-Amand-les-Eaux.

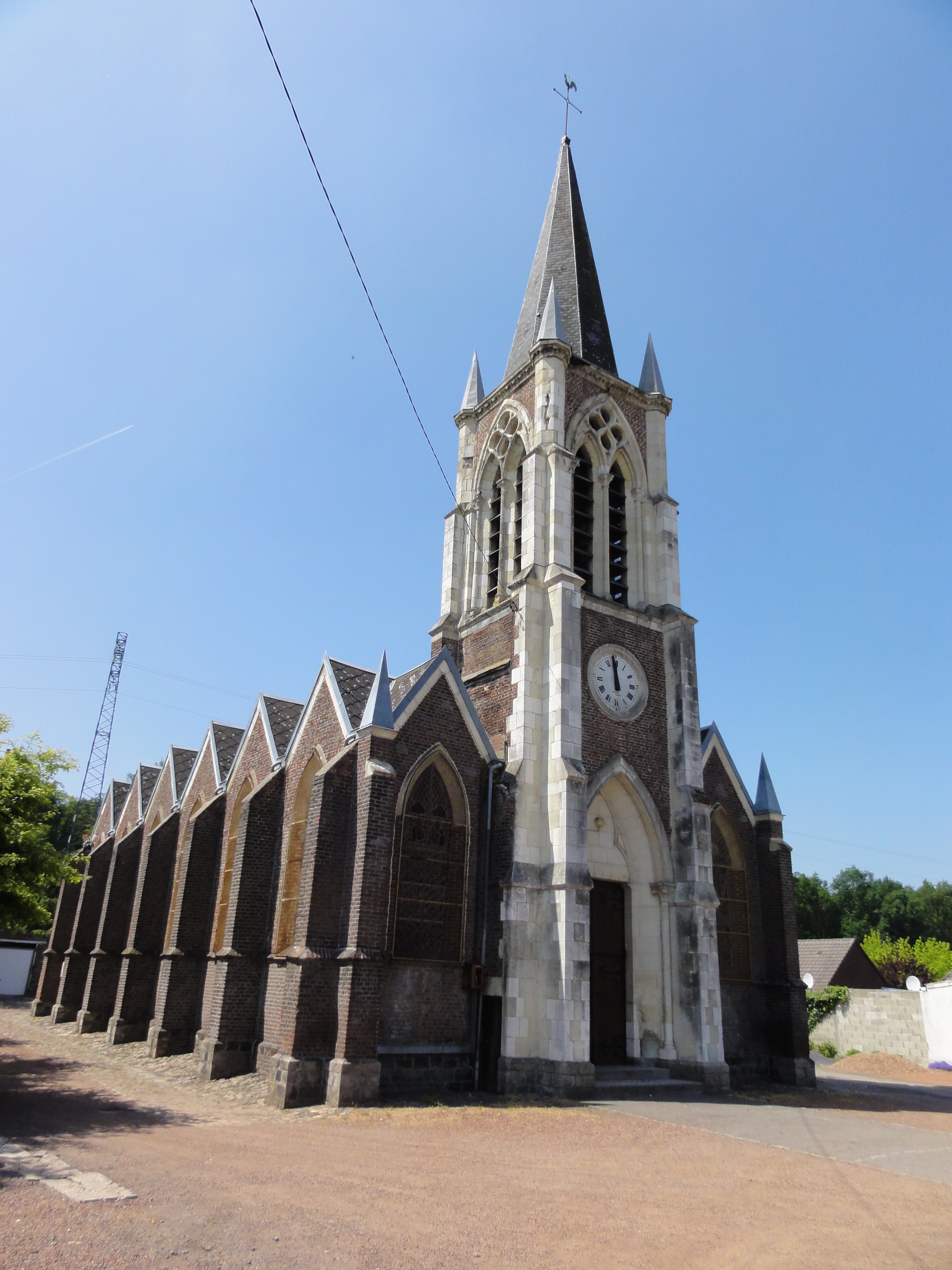
Église Sainte-Barbe

## Geschiedenis

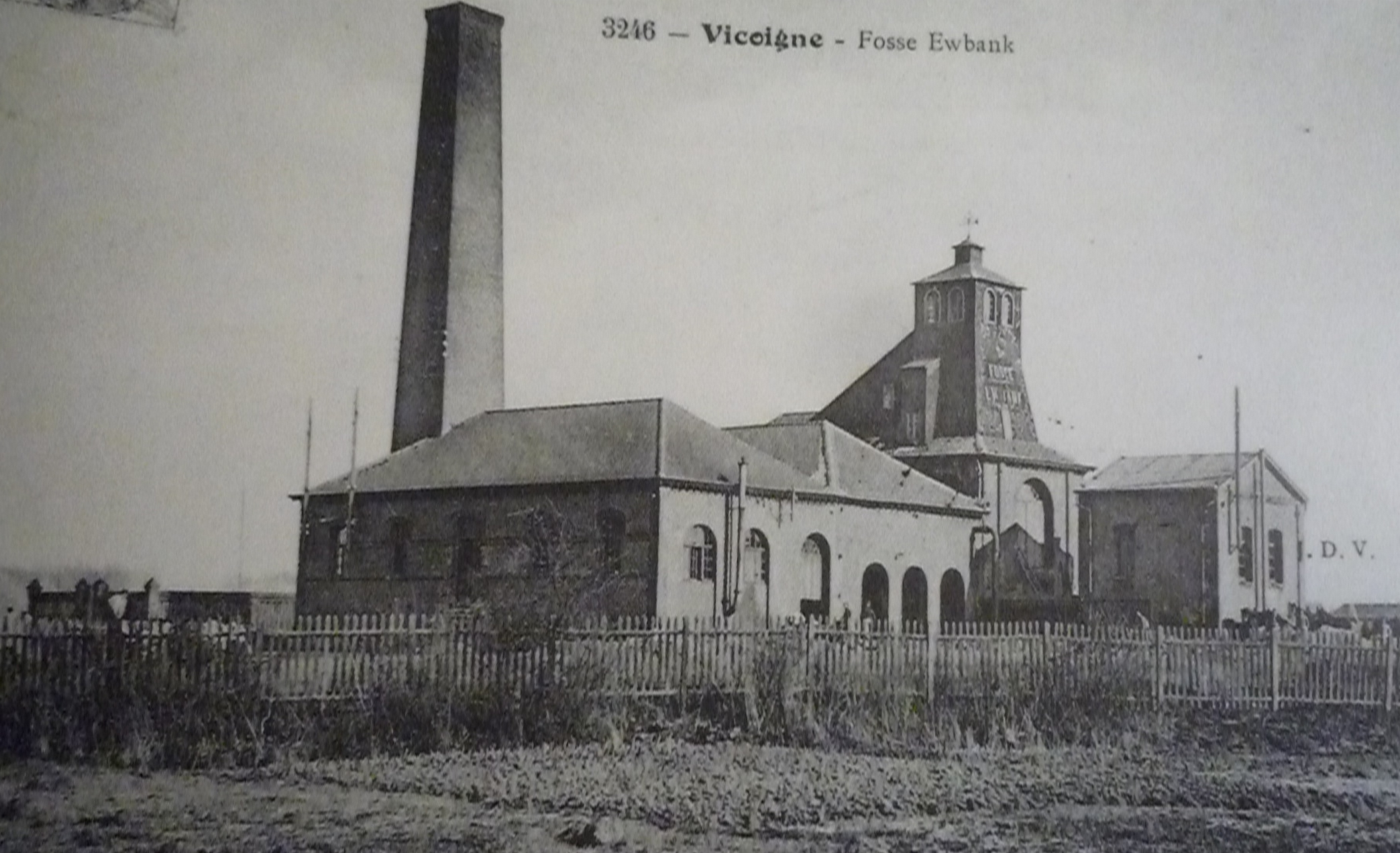
Fosse n°3 Ewbank

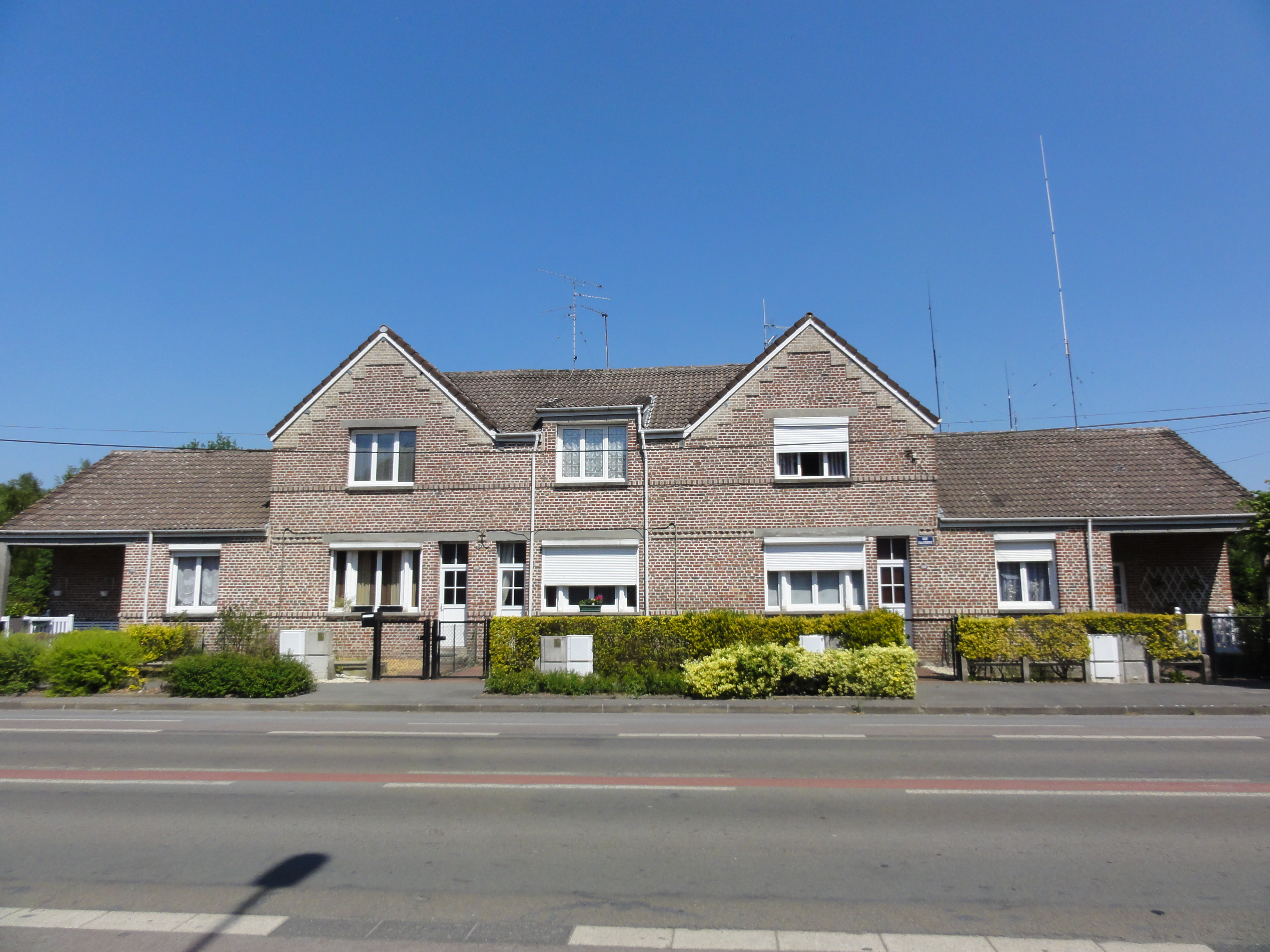
Mijnwerkerswoningen bij Fosse n°3

In de 12de eeuw werd hier de Abdij van Vicoigne opgericht. Op de 18de-eeuwse Cassinikaart staat de Ab. de Vicogne in het Bois de St. Amand et de Vicogne aangeduid. De abdij van de Premonstratenzers werd tijdens de revolutionaire periode op het eind van de 18de eeuw verwoest.
In de omgeving werd in de 19de eeuw steenkool ontgonnen, onder meer door de Compagnie des mines de Vicoigne, die verschillende mijnschachten opende. Verschillende cités en mijnwerkershuizen werden opgetrokken. Het gehucht groeide en omwille van de afstand tot het dorpscentrum vroeg de bevolking van het gehucht in 1851 een eigen kapel. De kapel werd gebouwd door de Compagnie de Vicoigne en in 1855 ingewijd. In 1953 werd ze een parochiekerk. De kerk was eigendom van de "Houllières nationales", en werd na de sluiting van de mijnen aan het bisdom overgedragen.

## Bezienswaardigheden
- De Sint-Barbarakerk (Église Sainte-Barbe) is een neogotisch kerkgebouw dat werd gebouwd in 1855 nadat zich in de omgeving veel mijnwerkers vestigden. In 1953 werd de kerk tot parochiekerk verheven.
- Op de begraafplaats van Vicoigne bevindt zich een Brits oorlogsgraf uit de Eerste Wereldoorlog

## Verkeer en vervoer
Vicoigne ligt langs de oude weg van Valenciennes naar Saint-Amand-les-Eaux. Ten westen van het gehucht loopt de autosnelweg A23, die er een op- en afrit heeft.

## Nabijgelegen kernen
Saint-Amand-Les-Eaux, Raismes